# Ordinul Sfântului Mormânt
Ordinul Sfântului Mormânt este un ordin religios creat de Godefroy de Bouillon după cucerirea Ierusalimului de către cruciați în 1099. Constituit de călugări, acest ordin avea drept scop protejarea Sfântului Mormânt și a vieții liturgice a sanctuarului. Odată cu înmulțirea cuceririlor din Țara Sfântă, ordinul s-a dezvoltat extinzându-și misiunea de protejare asupra locurilor sfinte din întregul Regat al Ierusalimului.
După pierderea Statelor latine din Orient, ordinul  s-a retras în Europa. În anul 1489 Papa Inocențiu al VIII-lea a decis suprimarea ordinului canonic și încorporarea sa în Ordinul Ioaniților.

## Istorie
Unii  istorici arheologi din secolul al XIX-lea, continuând tradiția istoriografilor ordinului Sfântului Mormânt, doreau să-i atribuie acestuia o origine pseudo-mitică în timp ce, după examinarea mai atentă a izvoarelor, se dovedește că este vorba de un ordin creat în Țara sfântă de Godefroy de Bouillon cel mai probabil în anul 1099.

## Fondatori legendari
Fragment redactat pe baza informațiilor preluate de la A Damien

Reveniți acasă din Țara sfântă, după pierderea Statelor latine din Orient, primii istorici ai ordinului consideră drept fondatori ai acestuia trei personaje glorioase: apostolul Iacob, împărăteasa Elena și împăratul Carol cel Mare ; toți trei sunt legați într-un fel sau altul de Sfântul Mormânt.

Iacob cel Bătrân, cel pe care Evangheliile îl numesc « fratele Domnului », devine, după moartea lui Iisus, responsabilul comunității creștine din Ierusalim, fiind considerat primul ei episcop. Călugărițele Sfântului Mormânt îl consideră fondatorul ordinului lor și îi atribuie desemnarea unei gărzi la mormântul lui Iisus.

Împărăteasa Elena, mama lui Constantin, s-a stabilit la Ierusalim in 326 înainte de a se retrage în Bitinia. Tradiția catolică o consideră inițiatoarea lucrărilor de construcție a Bisericii Sfântului Mormânt după ce a dărâmat un templu al zeiței Venus pe care împăratul Hadrian îl construise pe acel loc. Tocmai cu această ocazie, Elena face o descoperire importantă pentru religia creștină odată cu identificarea Sfintei Cruci. Ea este deci, în mod absolut firesc desemnată drept fondatoarea ordinului de către cavalerii din secolul al XVI-lea. Ea este de asemenea frecvent reprezentată  în veșminte de călugăriță a Sfântului Mormânt.

Carol cel Mare trimite două ambasade pe lângă califul Bagdadului, cerând un protectorat liber în Țara sfântă. Printre celelalte Cântece de gestă Ciclul regelui povestește despre aventurile sale legendare pe Mediterana și despre pelerinajul său la Ierusalim. De acees devine absolut firesc, ca el să fie considerat fondatorul ordinului.

## Înființat de Godefroy de Bouillon
Cu ocazia primei cruciade, ducele Lorenei Inferioare, Godefroy de Bouillon este printre primii la cucerirea Ierusalimului în 1099. În frunte sunt Letold și Gilbert de Tournai, apoi vin Godefroy și fratele său, Eustache.
 

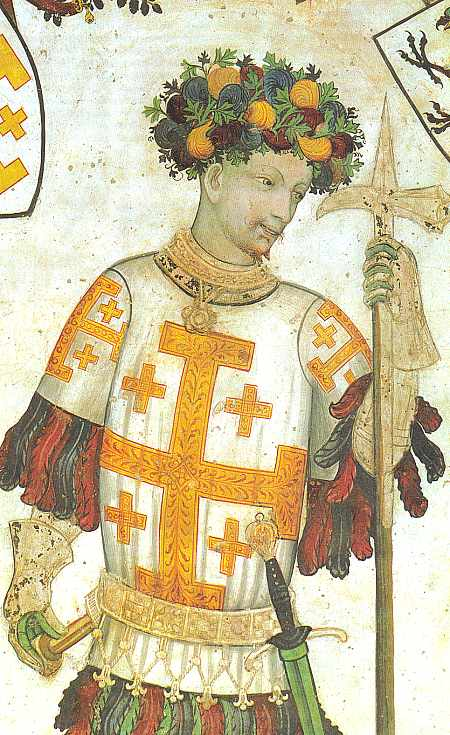
Godfrey of Bouillon, holding a pollaxe. (Manta Castle, Cuneo, Italy

După cucerirea orașului, cruciații îi propun coroana de rege al Ierusalimului, dar el refuză pe motiv că nu poate să poarte o coroană de aur, acolo unde Iisus Hristos a trebuit să poarte o coroană de  spini.El acceptă atunci responsabilitatea de apărător al Sfântului Mormânt cu titlul de baron.

Tocmai în calitate de apărător al Sfântului Mormânt, el a constituit, după modelul unei grupări de călugări pe care o întemeiase la Anvers înaintea plecării sale în cruciadă, un capitul al Sfântului Mormânt pentru a proteja mormântul lui Hristos și pentru a-l ajuta pe patriarh să organizeze viața spirituală a comunității.

În jurul acestei grupări, se adună într-o frăție bărbați și femei devotați care constituie o categorie aparte. Unii cruciați, rămași în Țara sfântă, își pun în mod spontan armele în slujba călugărilor pentru a proteja și a apăra Sfântul Mormânt și capitulul având statutul de "dăruiți", adică laici, dar în slujba religiei.

Capitulul este compus din douăzeci de preoți de mir (cler secular) care trăiau în comunitate. Adoptând regulile Sfântului Augustin din 1114, gruparea devine un ordin monahal în toată legea sub numele de Ordinul Sfântului Mormânt cu recunoașterea Papei Pascal al II-lea. Acești "milites sancti Sepulcri", cavaleri nobili care și-au pus viața în slujba religiei , sunt acum sub o dublă dependență, una religioasă față de călugări și alta caritabilă față de Ospitalieri, care îi întrețin.

## Dezvoltarea ordinului în Țara sfântă
La început, succesul cruciaților liberi permite dezvoltarea tuturor ordinelor din Țara sfântă precum ordinul ospitalier al Sfântului Ioan de la Ierusalim creat de fratele Gérard în jurul anului 1080 și oficializat printr-o bulă papală Pascal al II-lea în 1113sau ordinul militar al Templului creat de Hugues de Payns in 1120 cu ocazia sinodului de la Nablus (Nabulus). Înainte de crearea acestor “săraci cavaleri ai lui Hristos și ai templului lui Solomon”, Hugues de Payns a făcut parte cu siguranță din milites sancti Sepulcri încă din 1115. Ca și acestea, ordinul Sfântului Mormânt pe de-o parte și milites sancti Sepulcri  pe de altă parte se dezvoltă ca număr de așezăminte dar și de persoane.

Confirmat drept un ordin religios, ordinul Sfântului Mormânt proliferează în toate statele latine din Orient instalându-se la Jaffa, la Acra, pe muntele  Măslinilor, în Betleem, pe muntele Tabor, între altele ; patriarhii de la Ierusalim, pe care îi serveau călugării, erau printre cei mai importanți proprietari de terenuri din regatul Ierusalimului, mai mult de un sfert din Orașul sfânt aparținându-le. Pentru că erau proprietari, ei trebuiau să asigure un contingent de militari în caz că regele din Ierusalim decreta mobilitatea. Această obligație militară, derivată din obligațiile feudale, i-a determinat o lungă perioadă de timp pe istorici să creadă, în mod greșit, că ordinul Sfântului Mormânt era un ordin militar.

Notorietatea Ierusalimului a permis ordinului să se răspândească în Occident, în toate țările creștine. Grupările Sfântului Mormânt stabilite în Franța, în Germania, în Polonia, în Anglia, în Spania și în Țările de Jos, erau toate dependente de așezămantul-mamă de la Ierusalim, ele respectau aceleași reguli ale Sfântului Augustin și aveau aceeași liturghie.

În același fel și din aceleași motive, tinerilor pelerini care se angajau în frăția milites sancti Sepulcri, călugării le ofereau binefacerile religiei și în schimb, ei aduceau ordinului forța armelor lor.

După ce au fost învinși în bătălia de la Hattin din 4 iulie 1187, cavalerii liberi vor pierde o mare parte din Statele latine din Orient inclusiv Ierusalimul. În aceste condiții Ordinul Sfântului Mormânt se retrage la  Saint-Jean-d’Acre. Negocierile dintre Richard Inimă de Leu și Saladin la sfârșitul celei de-a treia cruciade le permit pelerinilor să-și recâștige dreptul de acces în Ierusalim și ordinului să-și continue misiunea sa apostolică. Papii continuă să favorizeze ordinul care crește tot mai mult în importanță; Papa Urban al IV-lea îi acordă dispensă în 1262, permițând de asemenea ordinului să se elibereze de orice tutelă, nemaifiind dependent decât de Sfântul Scaun. Dar căderea definitivă a fortăreței Saint-Jean-d’Acre la 18 mai 1291 obligă ordinul să se retragă în Occident.

## Sfârșitul ordinului în Occident

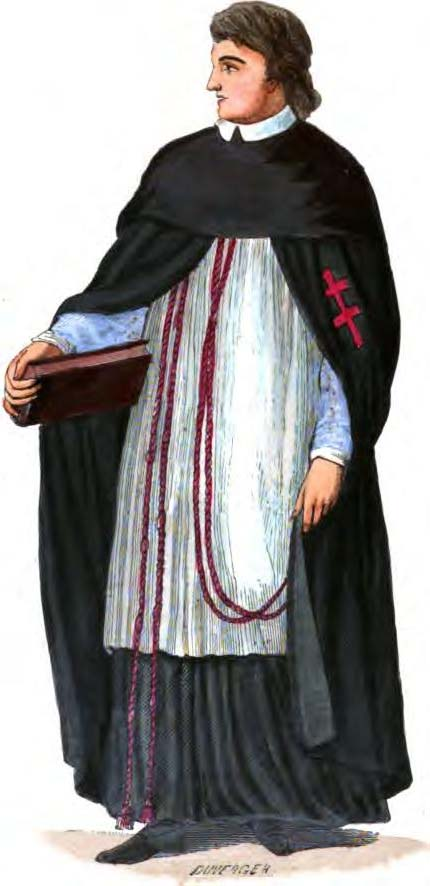
Religieux saint sépulcre

Obligat să părăsească Țara Sfântă, ordinul Sfântului Mormânt se retrage în principal în așezământul Sfântului Luca din Perugia sau în diverse alte schituri ori mânăstiri din Occident precum cea din Orleans, fondată de Ludovic cel Tânăr la întoarcerea sa din cea de-a doua cruciadă. Starețul mânăstirii Sfântul Luca primește astfel titlul de maestru al ordinului.

Dar în 1330, când papa Ioan al XXII-lea oficializează prezența creștină în Țara sfântă, el acordă franciscanilor și nu ordinului Sfântului Mormânt această misiune. De fapt, din Cipru unde ei se retrăseseră, franciscanii au fost într-o măsură mai mare sau mai mică permanent prezenți la Ierusalim. Era și normal să fie instituită Custodia franciscană asupra Țării sfinte.

Importanța pe care o capătă în Europa demnitatea de cavaler în secolul al XIV-lea este la originea unei noi ceremonii desfășurate la mormântul lui Hristos. Pentru a atrage pelerini la locurile sfinte, custodia franciscană preia inițiativa « de a-i învesti cavaleri » pe nobilii pelerini. Acest obicei favorizează crearea unor grupuri frățești mai degrabă informale decât instituționale. În anumite perioade, a existat și intenția creării unui ordin militar al Sfântului Mormânt precum aceea a regelui Spaniei Filip Al II-lea, dar toate au eșuat din cauza opoziției sistematice a ordinului Sfântului Ioan de la Ierusalim.

Într-adevăr, pentru a favoriza spiritul cruciadei și recucerirea mormântului lui Hristos, Papa Inocențiu al VIII-lea decide suprimarea ordinului Sfântului Mormânt unindu-l prin absorbție cu ordinul Ospitalierilor și cu transferul tuturor bunurilor. Această decizie este oficializată de bula papală Cum solerti meditatione care a a venit ca un trăsnet pe 28 martie 1489, făcând astfel să dispară ordinul Sfântului Mormânt. Ici și colo, câțiva suverani au încercat să ajute câteva așezăminte să supraviețuiască, dar reforma din țările protestante, revoluția din Franța și din regatele napoleoniene și secularizarea in celelalte regiuni au însemnat sfârșitul definitiv al ordinului Sfântului Mormânt.

În 1847, Papa Pius al IX-lea decide să creeze un ordin cavaleresc cu numele milites Sancti Sepulcri pentru a contribui la recrearea patriarhiei latine de la Ierusalim. Dar opoziția ordinului suveran de Malta și a marelui maestru, care era oficial deținător al titlului, va dura până în 1868. Abia la douăzeci de ani După recrearea patriarhatului latin de la Ierusalim că în  ianuarie 1868 a putut fi creat un alt ordin Equestris Ordo Sancti Sepulcri Hierosolymitani (ordinul ecvestru al Sfântului Mormânt din Ierusalim) fără posibilitatea  de a-l numi pe patriarhul de la Ierusalim ca mare maestru al Ordinului. Cu toate acestea, ordinul ecvestru se consideră, în constituția sa (statutul său) și de origine străveche, fiind mereu se reorganizat și îmbogățit din motive istorice, juridice și spirituale.

## Veșmintele ordinului
Primele veșminte erau albe, dar, după pierderea tuturor așezămintelor din Orient, cavalerii Sfântului Mormânt au adoptat , în semn de doliu, veșmântul negru pe care l-au păstrat și în continuare. Călugării purtau o cruce cusută pe veșmintele lor, crucea patriarhală latină cu dublă traversă roșie-stacojie.

## Orientare bibliografică
- Alain Demurger, Chevaliers du Christ - les ordres religieux-militaires au Moyen âge (IXe-XVIe siècle),  p. 31, 34 à 39
- Jean-Pierre de Gennes (1995) Les chevaliers du Saint-Sépulcre de Jérusalem, vol. I, Mémoire et Documents, Versailles,